# Nordan-Ågstjärnarna
Nordan-Ågstjärnarna är en sjö i Falu kommun i Dalarna och ingår i Dalälvens huvudavrinningsområde.